# Emmesomyia setinervis
Emmesomyia setinervis är en tvåvingeart som först beskrevs av Stein 1906.  Emmesomyia setinervis ingår i släktet Emmesomyia och familjen blomsterflugor. Inga underarter finns listade i Catalogue of Life.